# Nicoletta Panni
Nicoletta Panni (Roma, 27 agosto 1933 – Roma, 12 settembre 2017) è stata un soprano italiano.

## Biografia
Era la nipote del baritono Giuseppe De Luca, e studiò canto all'Accademia di Santa Cecilia con Giannina Arangi-Lombardi. Il suo debutto avvenne a Trieste nel 1957, quando cantò Blanche in I dialoghi delle Carmelites di Francis Poulenc. Esordì al Teatro alla Scala nel 1962, cantando Euridice in Orfeo ed Euridice di Christoph Willibald Gluck. Durante la sua carriera ha cantato in tutta Italia, esibendosi alla Piccola Scala, al Teatro la Fenice, al Teatro San Carlo e al Teatro Regio di Torino, tra gli altri. Ha cantato anche all'estero, al Liceu e al Teatro Nacional de São Carlos. Nel 1962 ha esordito negli Stati Uniti d'America, nel ruolo di Marguerite in Faust di Charles Gounod alla Philadelphia Opera. L'anno seguente ha debuttato alla Metropolitan Opera nel ruolo di Mimi ne La Bohème. In seguito ha cantato Marguerite al Met. Cantò con l'Opera di Chicago nel 1964 il ruolo di Zerlina in Don Giovanni e di Micaela in Carmen, e nel 1965 eseguì Leonora ne Il trovatore a Baltimora. La sua carriera è continuata, in vari teatri europei, fino alla fine negli anni '70.
La Panni è morta a Roma il 12 settembre del 2017.